# Punta Bustamante
La punta Bustamante es un accidente geográfico costero ubicado en el departamento Güer Aike en la Provincia de Santa Cruz (Argentina), más específicamente en la posición  51°34′54″S 68°58′43″O / -51.58167, -68.97861. Se encuentra situada inmediatamente al sur del cabo Buen Tiempo, sobre la margen izquierda del río Gallegos, y que cierra la homónima bahía Gallegos, separándola del océano Atlántico. Se encuentra a 17 kilómetros al noreste de la ciudad de Río Gallegos, y a 4,5 kilómetros al norte de punta Loyola, a su vez, al oeste se halla la isla Deseada. 
Se trata de un espolón cuspidado que se ha originado por la acreción de gravas depositadas durante las bermas de tormenta. Hacia el noroeste de Punta Bustamante existe un acantilado activo que llega a tener más de 150 m s. n. m., con importantes sectores afectados por fenómenos de remoción en masa, que aportan una importante cantidad de sedimentos a la deriva litoral que a su vez alimenta el crecimiento de la Punta Bustamante.
En esta zona se registran colonias de macá tobiano (Podiceps gallardoi).